# Sardulus sacerensis
Sardulus sacerensis är en skalbaggsart som beskrevs av Casale och Marcia in Casale et al. 2006. Sardulus sacerensis ingår i släktet Sardulus och familjen stumpbaggar. Inga underarter finns listade i Catalogue of Life.